# Cináed Ciarrge mac Cathussaig
Cináed Ciarrge mac Cathussaig (mort en 776) est un roi du Dál nAraidi , un royaume secondaire d'Ulaid en Irlande du Nord
Cináed Ciarrge est le fils de Cathussach mac Ailello (mort en 749), un précédent roi et prétendant à la royauté d'Ulaid. Il est issu de la lignée d'une famille dont le pouvoir était centré sur Eilne, et il règne de 774 à 776.
Le Dál nAraidi s'enfonce dans la guerre civile pendant son règne et, en 776, il combat ses sujets lors de la bataille  Slemish (en) (montagnes de Slemish). La même année, il est impliqué dans un autre combat, la bataille de Drong, où s'opposent les clans du royaume soutenus par les puissances voisines. Cináed et son allié Dúngal roi des Uí Tuirtri, sont tués par Tommaltach mac Indrechtaig (mort en 790) soutenu par son allié Eochaid mac Fiachnai (mort en 810) de la dynastie rivale du Dál Fiatach.

## Sources
- Annales d'Ulster sur  sur University College Cork
- (en) Mac Niocaill, Gearoid (1972), Ireland before the Vikings, Dublin: Gill and Macmillan